# Bernardo Moniz da Maia
Bernardo Ernesto Simões Moniz da Maia, (Campo Grande, Lisboa, 26 de julho de 1961) é um empresário e ex-automobilista português.

## Carreira no automobilismo
Iniciou a atividade desportiva no hipismo de alta competição e em 2004 entrou no Todo-o-Terreno como piloto, conquistando logo nesse ano o 3º lugar do campeonato ibérico. Até à presente data em todas as provas que participou Bernardo Moniz da Maia alcançou sempre lugares acima da 11ª posição sendo considerado um dos pilotos nacionais com uma evolução bastante rápida. Em 2009 sagrou-se vice-Campeão de Portugal de TT Absoluto e T1, tendo ainda assegurado o segundo lugar no Troféu Ibérico de TT. Em 2010 garantiu o terceiro lugar no Campeonato de T1.
A sua prestação como automobolista, nunca se dissociou da ideia de um capricho, apenas possível pelas quantias milionárias da família. Continua hoje ligado à gestão de empresas, sendo a prática de automobilismo todo-o-terreno uma atividade extra à sua profissão diária.

## Carreira empresarial
A nível profissional sempre esteve ligado à gestão de empresas familiares, em diversos sectores de actividades (desde do sector primário ao terciário, nomeadamente indústria metalomecânica, química ligeira, agro-florestal, hotelaria, construção, imobiliário e financeiro). 

### Polémicas relacionadas com negligência, fraude fiscal e corrupção
Esteve no centro da polémica da crise do BES em Maio de 2016, quando o seu iate e o seu avião foram penhorados por falta de pagamento do crédito.
Em 2019, ficou confirmado que a Ongoing, o grupo Moniz da Maia e o grupo Joe Berardo geraram um prejuízo 1500 milhões ao Novo Banco e ao BES. Bernardo Moniz da Maia, que trabalhou no Grupo Espírito Santo, no tempo de Ricardo Salgado, este neste mesmo ano a lutar por um crédito de 323 euros, que teria junto do BES. 
Em 2020, confirmou-se que o grupo do milionário, tentou ‘fintar’ o NovoBanco com um aumento de capital para diluir penhores detidos pelo banco. O crédito de 545 milhões de euros do grupo Moniz da Maia acabou vendido por 10 milhões.
Na comissão de inquérito ao Novo Banco, revelou que a dívida da família ascendia a 368 milhões de euros (originada no BES em 2007 para a aquisição de ações do BCP) — à qual se adiciona a dívida de 137 milhões da Ybase Florestal. Estas dívidas junto do Novo Banco, foram vendidas por seis milhões de euros em 2019, ao fundo americano Davidson Kempner, e cujas perdas tiveram de ser cobertas pelo Fundo de Resolução.
Alegou ainda nesta comissão, que é está ligado a duas fundações no Panamá (a Forma e Pastoral Foundation e Skinners Fundação Panama) e que é supostamente administrador em várias sociedades da família, das quais não se recorda do nome, mas que aufere cerca de três mil euros em apenas uma delas. Tem ainda um carro em leasing e uma “pequena conta” na Suíça que se encontra arrestada pela Justiça brasileira.
Durante a comissão de inquérito, onde Moniz da Maia alegou diversas vezes falta de memória, foi acusado de usar uma estratégia semelhante à de Joe Berardo e de aumentar misteriosamente o capital da Euro-Yser de 1,6 milhões de euros para 11,4 milhões usando estas ações desta empresa do seu grupo  como colaterais da dívida, conseguindo assim diluir os direitos dos credores, e recuperar o controlo da empresa.

## Palmarés
2006 – 3ª Posição da Geral no Campeonato Ibérico de Todo-o-Terreno
2008 – 6ª Posição da Geral no Campeonato Nacional do Agrupamento T1
2009 - Vice-Campeão de Portugal de TT, 2º Lugar no Troféu Ibérico de TT, 4º lugar no Campeonato de Portugal na Categoria T1, 8º Classificado na Taça FIA de Bajas
2010 - 3º Classificado no  Campeonato Português de TT da Categoria T1
2011 - 5º Classificado na Baja Carmim, 8º Lugar na Baja Aragón, 8º Lugar na 25ª Baja Portalegre